# Макеевка (Восточно-Казахстанская область)
Макеевка (каз. Макеевка) — село в Уланском районе Восточно-Казахстанской области Казахстана. Входит в состав Усть-Каменогорского сельского округа. Код КАТО — 636265300.

## Население
В 1999 году население села составляло 373 человека (162 мужчины и 211 женщин). По данным переписи 2009 года, в селе проживало 389 человек (193 мужчины и 196 женщин).